# Naufragando
Naufragando è un singolo del gruppo musicale italiano Management, pubblicato il 23 novembre 2016 dall'etichetta La Tempesta.
Il brano è stato reinterpretato in chiave acustica dagli Eugenio in Via Di Gioia.

## Composizione
Il singolo ha anticipato la pubblicazione del quarto album in studio del gruppo, intitolato Un incubo stupendo (2017). Scritto da Luca Romagnoli e composto da Marco Di Nardo, presente anche in veste di produttore dell'intero disco, il brano è stato registrato presso lo Spazio Sonoro di Chieti e vede il contributo tecnico di Manuele "Max Stirner" Fusaroli. Naufragando si discosta dal cantautorato di protesta che ha caratterizzato i precedenti lavori del Management, prediligendo una dimensione più intima e personale.
Commentando le scelte liriche e stilistiche effettuate nel brano, il gruppo ha dichiarato, «Si può naufragare anche in una canzone e nei sentimenti che riesce a trasmettere. Ognuno di noi ha dei motivi del tutto personali per lasciarsi trasportare da questa marea, fino a un posto privato e inaccessibile agli altri, la propria isola deserta. Per questo, spiegare una canzone è una cattiveria, una violenza contro l'intimità dell'ascoltatore».

## Video musicale
Il video realizzato per il brano è stato diretto da Ivan D'Antonio e presentato in anteprima su Rolling Stone il 22 novembre 2016. Le riprese sono state effettuate a Montorio al Vomano, una comunità montana della provincia di Teramo, tra i mesi di ottobre e novembre del 2016, e sono state più volte interrotte a causa dei terremoti del Centro Italia di quell'anno. Il regista, intenzionato ad ottenere una migliore rappresentazione visiva delle liriche del brano, si è servito di attori non professionisti, immortalati in alcune scene della vita sentimentale di una coppia, suddivise tra età adulta ed età giovanile. Nel video è presente il riferimento a Ballo in città, dipinto di Pierre-Auguste Renoir del 1983.

## Accoglienza
Naufragando ha ricevuto recensioni positive da parte della critica specializzata, la quale ha apprezzato l'intimità del testo e la maturità stilistica. Il brano è stato eletto dai critici del MEI come uno dei migliori singoli dell'anno.
Il relativo video è stato candidato per il Premio Italiano Videoclip Indipendente. In occasione dell'Amarcort Film Festival del 2017, Naufragando ha vinto il premio per il miglior video musicale. È stato inoltre selezionato per il Radio Sonica Video Award e il Roma Creative Contest.

## Tracce
Download digitale
1. Naufragando – 4:18

## Classifiche
| Classifica (2017)     | Posizione massima |
| --------------------- | ----------------- |
| Italia (indipendenti) | 67                |